# Bdellovibrio
Bdellovibrio es una bacteria depredadora microaerófila, quimioorganotrofa, gram negativa, que mide aproximadamente 0.2 to 0.5μm. Su nombre deriva de bdello = sanguijuela y vibrio = coma debido a la forma que posee y su característica de ser parásito de otras bacterias.
Fue descubierta en 1962 por Stolp y Petzold quienes observaron como es que esta bacteria se unía a la pared celular e iniciaba un proceso de lisis de las  células de Pseudomonas. Es un ejemplo de bacterias que tienen la capacidad de alimentarse de otras bacterias. Se trata de un vibriode  con un flagelo polar que vive en aguas de todo tipo. Su ciclo de vida es único en bacterias, durando unas cuatro horas y tiene dos fases: una fase predadora de vida libre y una fase reproductiva intracelular. 

## Ciclo de vida

### FASE 1: Bacteria depredadora de otras gram negativas (extracelular).
Bdellovibrio actúa como el felino del mundo bacteriano. Su único flagelo es polar y le da una velocidad de 100 veces su longitud por segundo, colisionando contra la bacteria presa por el extremo opuesto al flagelo. Luego gira a unas 200 rpm produciendo un poro en la pared de la bacteria capturada (normalmente Escherichia coli o Spirillum), y luego de unos 5 a 20 minutos penetra totalmente y contacta con el espacio periplasmático, donde se instala y libera exoenzimas (peptidoglicano-hidrolasas) que digieren la pared celular. Se forma así el bdelloblasto, sin pared celular (guarda algunas regiones que la hacen resistente al choque osmótico).

### FASE 2: Fase reproductiva (intracelular).
El material citoplásmico de la bacteria parasitada se usa como nutrientes. El bdelloblasto (o bdelloplasto) se alarga y se divide por fisión múltiple siendo sus células hijas vibroides con flagelo polar. Después de una tres horas de haber invadido la presa, rompen la membrana plasmática y salen al exterior, comenzando de nuevo el ciclo. 
El tamaño de la célula invadida es importante. Si es E.coli, saldrán 4-6 células hijas, si es Spirillum saldrán 20-30 células hijas.

## Utilidad para el humano
B.bacteriovorus  son estudiadas para el tratamiento de biopelículas relacionadas con enfermedades e  infecciones periodontales. 